# 21811 Burroughs
21811 Burroughs (1999 TR20) là một tiểu hành tinh vành đai chính được phát hiện ngày 5 tháng 10 năm 1999 bởi R. A. Tucker ở Goodricke-Pigott Observatory.